# Municipalità di Marneuli
La municipalità di Marneuli (in georgiano მარნეულის მუნიციპალიტეტი?) è una municipalità georgiana di Kvemo Kartli.
Nel censimento del 2002 la popolazione si attestava a 118 221 abitanti. Nel 2008 il numero risultava essere 123 500.
La città di Marneuli è il centro amministrativo della municipalità, la quale si estende su un'area di 935 km².

## Popolazione
Dal censimento del 2002 la municipalità risultava costituita da:
- Azeri, 83,10%
- Georgiani, 8,04%
- Armeni, 7,89%
- Russi, 0,44%
- Greci, 0,33%

## Monumenti e luoghi d'interesse
- Tserakvi
- Shaumiani
- Fortezza di Tsopi